# Friends of Gas
Friends of Gas sind eine fünfköpfige Post-Punk-Band aus München. Kennzeichnend für die Band ist der reduzierte und dissonante Sound sowie der markante, kehlige Gesang der Sängerin Nina Walser.

## Geschichte
Die Jugendfreunde Nina Walser (Gesang) und Thomas Westner (Gitarre) spielten schon lange in verschiedenen Zusammensetzungen zusammen Musik. Mit der Gitarristin Veronica Burnuthian, dem Bassisten Martin Tagar und dem Schlagzeuger Erol Dizdar formierten sich schließlich die heutigen Friends of Gas. Die Musik der Band erinnert an Surrogat, Messer oder die Einstürzenden Neubauten.
Ende 2016 erschien über das Label Staatsakt ihr erstes Album Fatal Schwach, welches im Kafe Kult im Bürgerpark Oberföhring aufgenommen wurde. Die Kritiken für das Album fielen überwiegend sehr positiv aus. Auf blogs.taz.de wurde Fatal Schwach auf Platz zwei der Liste der Alben des Jahres 2016 gewählt. Im Musikmagazin Tracks des Fernsehsenders Arte wurde in der Sendung vom 22. Dezember 2016 über die Band berichtet.
Mitte 2020 erschien das zweite Album der Band, Kein Wetter, wieder bei Staatsakt. Auf Einladung von Markus Acher hin wurde das Album in den „Alien Research Studio“ in Weilheim aufgenommen.

## Diskografie
- 2016: Tape (EP auf MC, Butzen Records)
- 2016: Fatal Schwach (Album, Staatsakt)
- 2019: Carrara (EP,  Staatsakt)
- 2020: Kein Wetter (Album, Staatsakt)